# Степанова, Мария Михайловна
Мари́я Миха́йловна Степа́нова (род. 9 июня 1972, Москва, СССР) — русский поэт, прозаик и эссеист. Лауреат премии Андрея Белого (2005), премии «Московский счёт» (2006, 2009, 2018), Национальной литературной премии «Большая книга» (2018), нескольких международных премий. 

## Биография
Выпускница Литературного института имени А. М. Горького (1995). В 2007—2012 годах — главный редактор интернет-издания OpenSpace.ru. С 2012 года — главный редактор проекта Colta.ru.
После ряда юношеских публикаций дебютировала в печати в 1996 году (альманах «Вавилон»). В дальнейшем публиковалась также в журналах «Волга», «Зеркало», «Знамя», «Критическая Масса», «Новое литературное обозрение», «©оюз Писателей», альманахах «Улов», Urbi, сетевом журнале TextOnly и др. Три первых книги стихов — «Песни северных южан», «О близнецах», «Тут—свет» — появились в разных издательствах в 2001 году. В 2014 году вышел первый из сборников эссеистики, книгой «Памяти памяти» (2017; шорт-лист Международной Букеровской премии, 2021) Степанова заявила о себе как автор философско-документальной прозы. Спорадически публикует также стихотворные переводы с английского языка (в частности, из Э. Э. Каммингса); в 2019 году выпустила книгу вольных переводов из английской поэтессы Стиви Смит.
В 2000 году — одна из авторов идеи и текстов музыкального проекта «Страсти по Матфею-2000». В 2018 году выступила одним из авторов арт-проекта фонда V-A-C «Генеральная репетиция»; проект стал заметным событием московской художественной жизни, развивая тему переплетения личной и социальной памяти, с которой Степанова уже работала в прозе и эссеистике. В 2022 году в числе 32 писателей со всего мира выступила участницей научно-художественной выставки «Человеческий мозг» (англ. Human Brains), организованной Фондом Prada в Венеции.
Произведения Степановой неоднократно переводились на английский, в том числе в рамках специально посвящённого её поэзии переводческого конкурса (2017), объявленного журналом «Стороны света» (победителем стал живущий в США переводчик Дмитрий Манин). Стихи и проза Степановой также переведены на болгарский, иврит, испанский, итальянский, немецкий, финский, французский и другие языки. По состоянию на лето 2021 года права на издание книги «Памяти памяти» приобретены издательствами двадцати восьми стран (в тринадцати странах переводы уже опубликованы).
В 2018—2019 годах — профессор Берлинского университета имени Гумбольдта в рамках гостевой профессуры имени Зигфрида Унзельда (нем. Siegfried-Unseld-Professur) для авторов из Центральной и Восточной Европы.

Поэтика Степановой своей современностью и «вневременностью» опровергает утверждение о кризисе классического стихосложения. Степанова экспериментирует с аутентичным авторским высказыванием, навязыванием лирическому герою авторских черт. Для неё это уже не просто фигура дискурса, но личная воля, прорыв к субъекту высказывания. Художественный язык Степановой крайне своеобразен: деформация словоформ затрагивает все уровни языка, выявляя потенциал новых смыслов.
В марте 2022 года подписала открытое письмо, осуждающее российское вторжение на Украину.

### Семья
Муж — литературовед и журналист Глеб Морев.

## Премии
Международный писатель Королевского литературного общества (2023).

### Поэтические
- Премия журнала «Знамя» (1993, 2011)
- Премия имени Пастернака (2005, номинация «Артист в силе»)
- Премия Андрея Белого (2005)
- Премия Фонда Хуберта Бурды лучшему молодому лирику Восточной Европы (Германия, 2006)
- Премия «Московский счёт» (Специальная премия, 2006; Большая премия, 2009; Специальная премия, 2018)
- Премия-стипендия Фонда памяти Иосифа Бродского (США, 2010)[12].
- Премия Lerici Pea Mosca (Италия — Россия, 2011)
- Премия Anthologia (2012)
- Лейпцигская книжная премия за вклад в европейское взаимопонимание (2023, за изданную в немецком переводе книгу «Девушки без одежды», нем. Mädchen ohne Kleider)[16]

В 2013 году книга Марии Степановой «Киреевский» вошла в короткий список поэтической премии «Различие».

### Прозаические
- Специальный приз «Выбор читателей» премии «Ясная Поляна» (2018)
- Национальная литературная премия «Большая книга» (2018)
- Премия «НОС» (2019)
- Премия «Мосты. Берлин» (нем. Brücke Berlin) за лучшую переведённую на немецкий язык книгу (Германия, 2020, вместе с переводчицей Ольгой Радецкой)[19]
- Премия за лучшую иностранную книгу (Франция, 2022)[20]
- Бермановская премия[англ.] (Швеция, 2023)[21]

В 2021 году книга-эссе Марии Степановой «Памяти памяти» вошла в короткий список Международной Букеровской премии. Писательница стала третьим российским автором после Людмилы Улицкой (2009) и Владимира Сорокина (2013), включённым в число финалистов премии.

## Избранная библиография

### Книги
- Степанова М. М. Песни северных южан. — М. : АРГО-РИСК ; Тверь : Kolonna, 2001. — 36 с. — (Библиотека молодой литературы ; вып. 18). — ISBN 5-94128-017-1.
- Степанова М. М. О близнецах. — М. : ОГИ, 2001. — 104 с. — ISBN 5-94282-023-6.
- Степанова М. М. Тут—свет. — СПб. : Пушкинский фонд, 2001. — 48 с. — (Автограф). — ISBN 5-89803-073-5.
- Степанова М. М. Счастье. — М. : Новое литературное обозрение, 2003. — 84 с. — (Премия Андрея Белого). — ISBN 5-86793-269-9.
- Степанова М. М. Физиология и малая история. — М. : Прагматика культуры, 2005. — 88 с. — ISBN 5-98392-011-1.
- Степанова М. М. Проза Ивана Сидорова. — М. : Новое издательство, 2008. — 74 с. — ISBN 5-98379-082-X.
- Степанова М. М. Лирика, голос. — М. : Новое издательство, 2010. — 54 с. — ISBN 978-5-98379-129-9.
- Степанова М. М. Стихи и проза в одном томе. — М. : Новое литературное обозрение, 2010. — 240 с. — ISBN 978-5-86793-779-9.
- Степанова М. М. Киреевский. — СПб. : Пушкинский Фонд, 2012. — 64 с. — ISBN 978-5-89803-224-9.
- Степанова М. М. Один, не один, не я. — М. : Новое издательство, 2014. — 230 с. — ISBN 978-5-98379-182-4.
- Степанова М. М. Три статьи по поводу. — М. : Новое издательство, 2015. — 64 с. — ISBN 978-5-98379-194-7.
- Степанова М. М. Spolia. — М. : Новое издательство, 2015. — 60 с. — ISBN 978-5-98379-203-6.
- Степанова М. М. Против лирики. — М. : АСТ, 2017. — 448 с. — ISBN 978-5-17-098661-3.
- Степанова М. М. Памяти памяти : Романс. — М. : Новое издательство, 2017. — 408 с. — ISBN 978-5-98379-215-9.
- Степанова М. М. Против нелюбви. — М. : АСТ, 2019. — 288 с. — (Эксклюзивное мнение). — ISBN 978-5-17-110963-9.
- Степанова М. М. Старый мир. Починка жизни. — М. : Новое издательство, 2020. — 80 с. — ISBN 978-5-98379-243-2.
- Степанова М. М. За Стиви Смит. — М. : Новое издательство, 2020. — 64 с. — ISBN 978-5-98379-246-3.
- Степанова М. М. Священная зима 20/21. — М. : Новое издательство, 2021. — 52 с. — ISBN 978-5-98379-259-3.
- Степанова М. М. Фокус. — М. : Новое издательство, 2024. — 124 с. — ISBN 978-5-98379-271-5.
- Степанова М. М. Обидии // OVID VOID / E. Ostashevsky. — New York : World Poetry, 2025. — 48 p.

### Интервью
- Степанова М. М. Литература не должна интересовать // Критическая Масса. — 2005. — № 3/4.
- Тимофеевский А. А., Степанова М. М. Нечто неслыханное : [фрагм. переписки] // Известия. — 2010. — 6 июля.
- Архангельский А. А. «Я эту книгу писала всю жизнь» : Поэт Мария Степанова — об отличиях истории и памяти // Огонёк. — 2017. — № 47 (27 ноября). — С. 32.
- Володарский Ю. А. Вспомнить всех. Мария Степанова о памяти, праве на бессмертие и картошке с луком // Фокус. — 2018. — 27 февраля.
- Архангельский А. А. Мария Степанова: «Поезд истории опять въезжает в тёмный тоннель» // Радио «Свобода». — 2023. — 15 мая.

### О Марии Степановой
- Виницкий И. «Особенная стать»: баллады Марии Степановой // Новое литературное обозрение. — 2003. — № 4 (62).
- Пустовая В. Е. Три в одной. Мария Степанова. Счастье // Знамя. — 2004. — № 5.
- Дашевский Г. М. Мария Степанова. Счастье // Критическая Масса. — 2004. — № 1.
- Гандельсман В. А. Заметки о двух поэтах // Крещатик. — 2005. — № 1.
- Панн Л. Метафизиология Марии Степановой // Новый мир. — № 1. — Рец. на кн.: Степанова, 2005
- Шубинский В. И. Мария Степанова. Физиология и малая история // Знамя. — 2006. — № 2.
- Липовецкий М. Родина-жуть // Новое литературное обозрение. — 2008. — № 1 (89). — Рец. на кн.: Степанова, 2008
- Дашевский Г. М. Сумеречный потлач // Коммерсантъ-Weekend. — 2008. — 29 февраля. — Рец. на кн.: Степанова, 2008
- Бак Д. П. Сто поэтов начала столетия : О поэзии Дмитрия Быкова и Марии Степановой // Октябрь. — 2010. — № 3.
- Корчагин К. М. Музыка советских композиторов // Новое литературное обозрение. — 2010. — № 6 (106). — Рец. на кн.: Степанова II, 2010
- Костюков Л. В. Жизнь, как её, возможно, нет // Роскультура.ру. — 2010. — 12 августа. — Рец. на кн.: Степанова II, 2010
- Скоробогатов А. Н. Καὶ σήμερον δὲ σάββατον μέλπω μέγα : Об одном стихотворении Марии Степановой // Воздух. — 2011. — № 1.
- Вежлян Е. Метафизика тела и хора : (Заметки о творческой эволюции поэта Марии Степановой) // Знамя. — 2012. — № 5.
- Дубин Б. В. Книга читателя // Новое литературное обозрение. — 2012. — № 6 (118).
- Житенёв А. А. «Что же делать с новоявленным знаньем?» // Новое литературное обозрение. — 2012. — № 6 (118).
- Дашевский Г. М. Непреодолимое отсутствие границ // Коммерсантъ-Weekend. — 2012. — 13 апреля. — Рец. на кн.: Степанова, 2012
- Скоробогатов А. Н. На подступах к Степановой // Text-Only. — 2013. — № 1 (38).
- Ямпольский М. Б. Подземный патефон : Об одном мотиве в поэзии Марии Степановой // Новое литературное обозрение. — 2014. — № 6 (130).
- Гулин И. Прожитое прочитанное // Коммерсантъ-Weekend. — 2014. — 15 августа. — Рец. на кн.: Степанова, 2014
- Оборин Л. В. Про меня, не про меня // Октябрь. — 2015. — № 3. — Рец. на кн.: Степанова, 2014